# Adiłchan Nurłanbekow
Adiłchan Nurłanbekow (kirg. Адилхан Нурланбеков; ur. 2001) – kirgiski zapaśnik w stylu klasycznym. Brązowy medalista mistrzostw Azji w 2022 i 2023; piąty w 2024. Piąty w Pucharze Świata w 2022. 
Mistrz Azji U-23 w 2022, drugi w 2023, trzeci w 2024 roku.